# Église articulaire en bois de Leštiny
L’Église articulaire en bois de Leštiny est une église luthérienne située dans le village de Leštiny, en Slovaquie.

## Histoire
L'église fut construite entre 1688 et 1689 sur la demande de Jóba Zmeškala, capitaine des gardes au château d'Orava. La construction d'origine ne comportait pas de tour ni de cloches. Dans les années 1770, l'église fut restaurée et la façade rustique a été recouverte de planches. En 1775, l'intérieur a été également restauré et les peintures de la fin du XVIIe siècle ont été remplacées par de nouvelles. Le clocher a été érigé en 1977 et par la suite, celuí-ci a été relié par un escalier couvert.
Le 7 juillet 2008, l'église fut inscrite avec sept autres monuments du même type au patrimoine mondial de l'UNESCO sous la dénomination d'Églises en bois de la partie slovaque de la zone des Carpates.